# Fuente de las mil ánforas

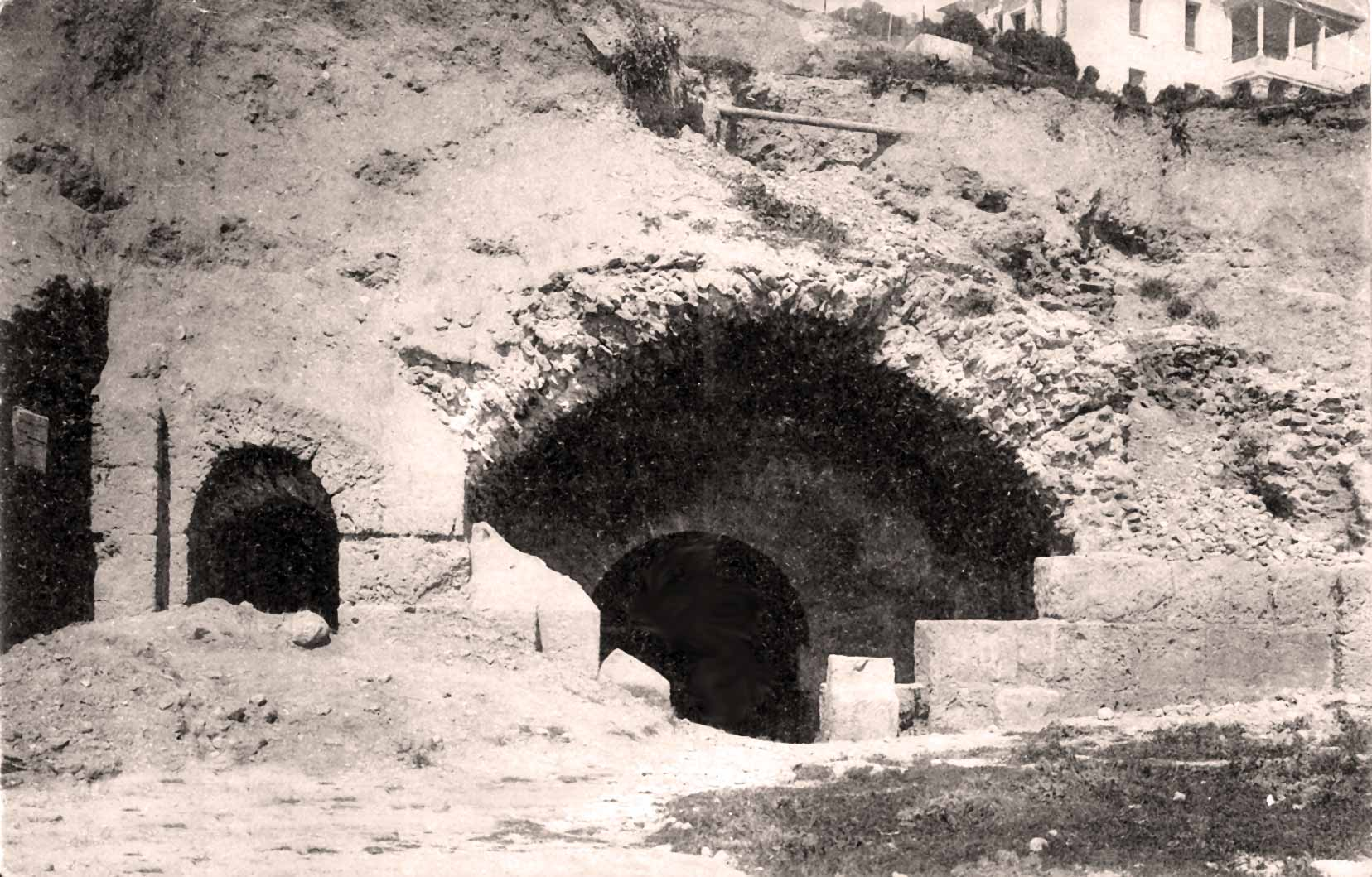
Entrada a la fuente de las mil ánforas.

La fuente de las mil ánforas es un sitio arqueológico ubicado en la ciudad de Cartago, en Túnez.
Descubierto entre 1919 y 1920 por el médico y arqueólogo francés Louis Carton, es inaccesible a los visitantes debido a su ubicación en la zona de seguridad del palacio presidencial tunecino en Cartago. Antes del descubrimiento, el clérigo y también arqueólogo Alfred Louis Delattre había descubierto en las inmediaciones unas 2.000 ánforas, de ahí el nombre del sitio.
El sitio sigue siendo uno de los principales sistemas hidráulicos de la ciudad antigua, con grandes cisternas, cuyo complejo principal son las Cisternas de la Malga.

## Véase también

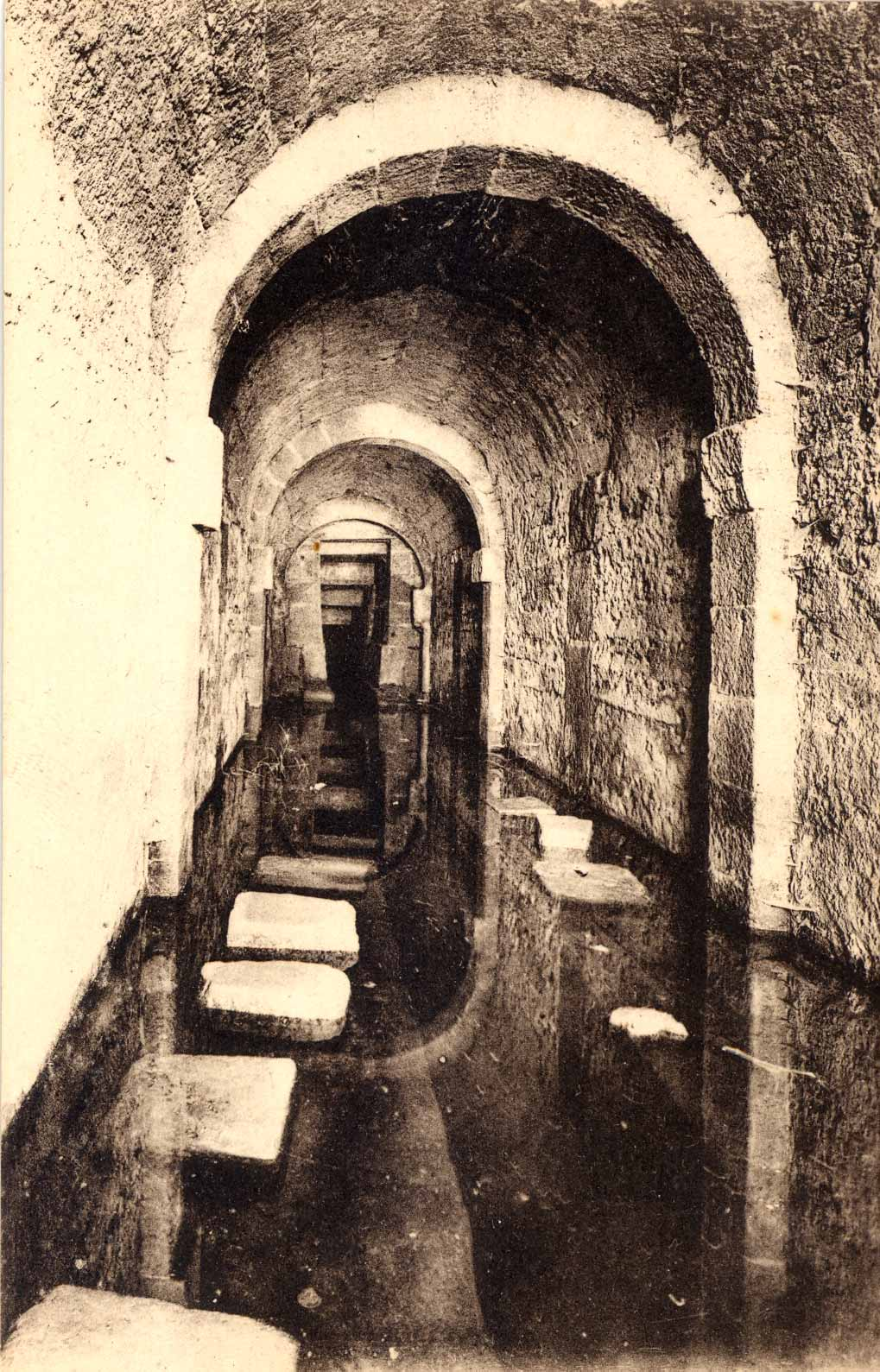
Galería interior de la fuente de las mil ánforas.